# 颜幸

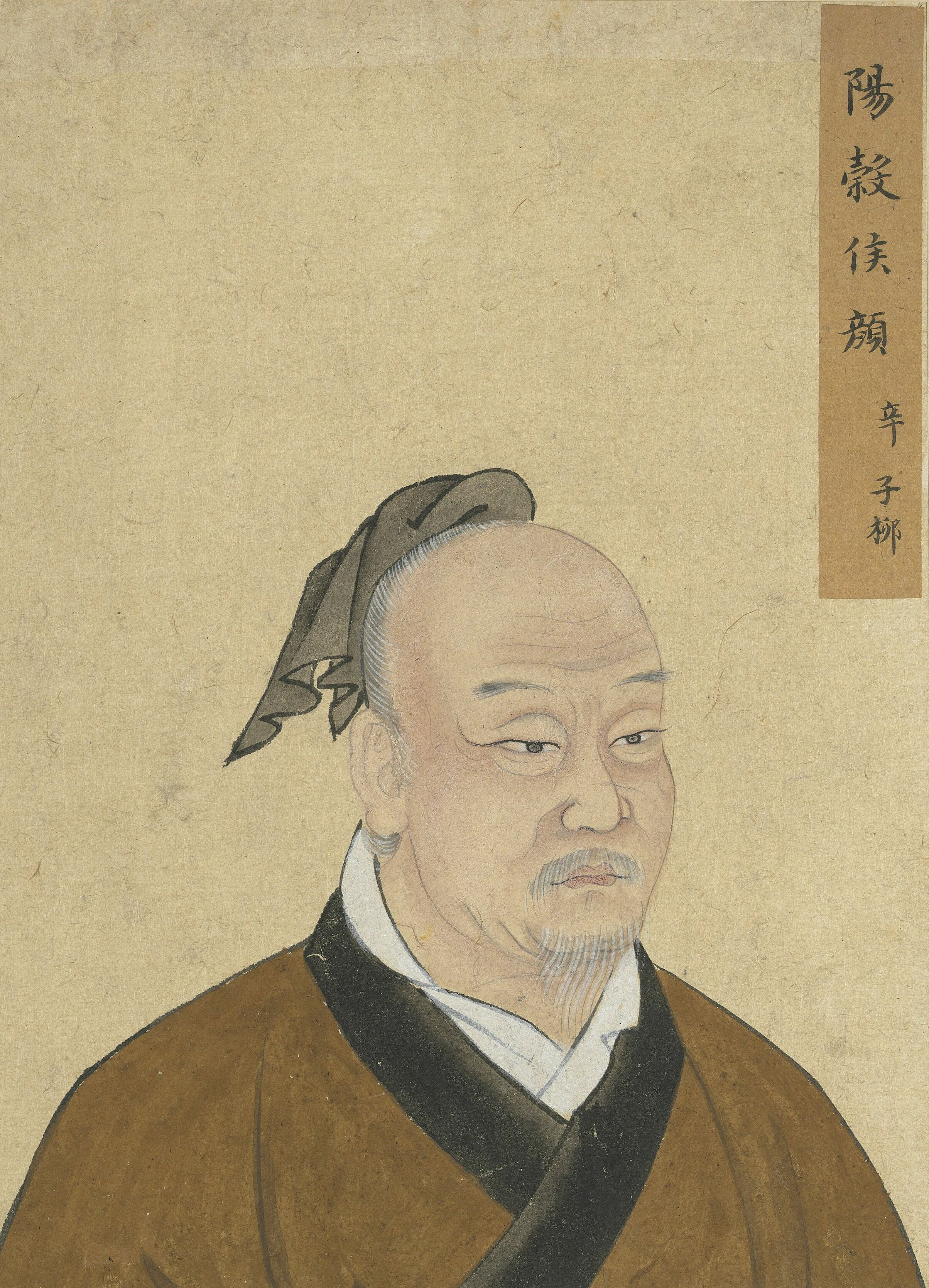
顏辛

颜幸（前505年—？），字子柳，《孔子家语·弟子解》作颜辛，字柳。春秋时期魯國人。孔子弟子。

## 生平
颜幸事跡不詳。颜幸小孔子四十六岁。《史记索隐》引《孔子家语》说颜幸小孔子四十六岁，生年当为公元前515年。孔子弟子中姓颜的共有九人：颜无繇、颜回、颜幸、颜高、颜祖、颜之仆、颜哙、颜何、颜涿聚。

## 歷代追封
- 漢明帝永平十五年（72年）從祀孔廟。
- 唐玄宗開元二十七年（739年）封萧伯。
- 宋真宗大中祥符二年（1009年）封阳谷侯。
- 明世宗嘉靖九年（1530年）封先賢颜子。